# رئوس مطالب کودکان

## پرورش کودک و خانواده
- دریچه نوزاد [۱]
- مدارس شبانه‌روزی
- شیردهی
- بچه
- نظم و انضباط کودکان [۲]
- پدر و مادر [۳]
- روز مدرسه [۴]
- خویشاوندی
- تنظیم خانواده
- روابط خانواده [۵]
- پدر
- هسته ی خانواده [۶]
- پیمان‌نامه حقوق کودک
- مادر
- غریزه مادرانه [۷]
- غربت
- پدر و مادر [۸]
- شیوه های فرزند پروری [۹]
- نظارت والدین [۱۰]
- مدرسه در منزل
- پرستار بچه[۱۱]
- بازی‌های کودکان
- جدی گرفتن کودکان[۱۲]
- کیبوتص
- فرهنگ بچه سوم[۱۳]
- عشق
- هنر شن بازی[۱۴]
- سندرم بیگانگی والدین[۱۵]
- تمرکز بر خانواده[۱۶]
- وابستگی فرزند [۱۷]
- جنسیت انتسابی[۱۸]
- زن
- مرد
- دختر
- پسر
- نظریه دلبستگی[۱۹]
- مادرسالاری[۲۰]
- رسیده شدن[۲۱]
- تنبیه
- سندرم آشیانه خالی[۲۲]
- پیوند پدرانه[۲۳]

## آموزش و پرورش کودک
- چرتکه
- آموزش دو زبانه[۲۴]
- جنبش دانشکده اخبار روز کشور[۲۵]
- خوانش‌پریشی
- آموزش در اوایل دوران کودکی[۲۶]
- اصلاح آموزش و پرورش[۲۷]
- آموزش و پرورش
- مهد کودک جنگلی[۲۸]
- امریکایی شدن بومیان امریکا[۲۹]
- آموزش و پرورش کودکان [۳۰]
- مهد کودک
- ناتوانی در یادگیری[۳۱]
- طرح کلی اموزش و پرورش[۳۲]
- آموزش مانتِ سوری[۳۳]
- درس موسیقی[۳۴]
- اشعار مخصوص کودکان[۳۵]
- گلخانه کودکان[۳۶]
- اموزش موسیقی به روش اُرف شیو ورک[۳۷]
- اوریگامی
- پیامدهای مبتنی بر آموزش و پرورش[۳۸]
- فلسفه برای کودکان[۳۹]
- فلسفه آموزش و پرورش
- آموزش ابتدایی[۴۰]
- مدرسه دولتی[۴۱]
- آموزش خواندن در ایالات متحده[۴۲]
- بهبودی خواندن[۴۳]
- اصطلاح زنگ تفریح (تنفس)[۴۴]
- فلسفه آموزشی رجیو[۴۵]
- مدرسه محلی یا مسکونی[۴۶]
- مدرسه
- نظم و انضباط در مدرسه[۴۷]
- پیش‌آهنگی
- درکونی[۴۸]
- متد اموزشی سوزوکی[۴۹]
- پرداخت هزینه ی حق تدریس[۵۰]
- فلسفه آنس کولنگ[۵۱]
- آموزش والدوروف
- مدارس شبانه‌روزی
- مدرسه متوسطه[۵۲]
- دوره راهنمایی
- آموزش متوسطه[۵۳]

## کودک آزاری
- سوء استفاده جنسی
- پورنوگرافی کودکان[۵۴]
- قانون حمایت از حریم خصوصی کودکان انلاین[۵۵]
- کودک‌آزاری
- واگذاری کودک[۵۶]
- بقتل رساندن کودک[۵۷]
- پورنوگرافی اینترنتی کودکان[۵۸]
- بردگی کودکان[۵۹]
- موارد سوءاستفاده‌های جنسی در کلیسای کاتولیک[۶۰]
- رها سازی[۶۱]
- کودک کشی[۶۲]
- استفاده نظامی از کودکان
- برادرکشی[۶۳]
- فرزند کشی[۶۴]
- نسل ربوده‌شده

## روانشناسی کودک
- روانشناسی نوجوانان[۶۵]
- آلفرد آدلر
- سندروم عدم حساسیت به آندروژن[۶۶]
- متد امتیاز آپگار[۶۷]
- کهن‌الگو
- نشانگان آسپرگر
- اختلال نقص توجه [۶۸]
- اختلال کم‌توجهی - بیش‌فعالی
- درخودماندگی
- روانشناسی ایم پرین تینگ[۶۹]
- روان‌شناسی رشد
- افراد دارای منافع مشترک[۷۰]
- نظریه رشد شناختی[۷۱]
- مفهوم یادگیری[۷۲]
- زبان فراساخته
- کریول
- دیوید دویچ
- شناسه روان نفسانی[۷۳]
- شب ادراری[۷۴]
- غنی سازی محیط زیست (عصبی)[۷۵]
- اکتساب زبان کودک[۷۶]
- نقش جنس[۷۷]
- خرده فرهنگ جوانان[۷۸]
- هایپر لاکسیا[۷۹]
- دوست خیالی [۸۰]
- یادگیری ضمنی[۸۱]
- یادگیری پنهان [۸۲]
- کندی رشد جسمانی و عقلانی[۸۳]
- ضریب هوشی
- ژان پیاژه
- جان بالبی[۸۴]
- اکتساب زبان
- لو ویگوتسکی
- زبان برنامه‌نویسی لوگو
- مارگارت مید
- ملانی کلاین[۸۵]
- مرحله آیینه[۸۶]
- سرشت و پرورش
- جنین‌شناسی دستگاه عصبی مرکزی
- نوآم چامسکی
- بقای شیء[۸۷]
- عقده ادیپ
- فشار نظیر
- دانش صدا و پژواک[۸۸]
- تفکر تجسمی [۸۹]
- افسردگی پس‌زایمانی
- روانکاوی
- بلوغ جنسی
- اثر پیگمالیون
- اختلال واکنشی دلبستگی [۹۰]
- نظریه تکرار دوره سیر تکامل[۹۱]
- مشخصه جنس دوم[۹۲]
- خود پیشگویی[۹۳]
- هویت جنسی
- سیمور پی پِرت[۹۴]
- تئوری ذهن[۹۵]
- ازمون واگ[۹۶]

## رشد و توسعه
- صحبت کودکان[۹۷]
- تمایلات جنسی کودکان[۹۸]
- زایمان
- رشد قبل از تولد[۹۹]
- اختلالات مادرزادی[۱۰۰]
- گرایش جنسی
- جنین
- کواشیورکور
- کودک نوپا
- نوجوانی
- سندرم مرگ ناگهانی نوزاد [۱۰۱]
- زایمان بچه مرده[۱۰۲]
- سیتومگالوویروس
- جنوچ کورچَک[۱۰۳]
- بازی های سنتی اردک و غاز[۱۰۴]
- کمرویی[۱۰۵]
- اختلال رشد[۱۰۶]
- عمل سزارین
- نوزاد (کودک)
- بی اختیاری مدفوع[۱۰۷]
- آموزش توالت[۱۰۸]
- ماراسموس
- اوریون
- مرگ و میر مادران[۱۰۹]
- پزشکی کودکان
- حمام کودک[۱۱۰]
- واکسن سرخک[۱۱۱]
- نشانگان داون
- کمبود هورمون رشد[۱۱۲]
- زمین های بازی کودکان[۱۱۳]
- سرطان حاد لنفوبلاستیک[۱۱۴]
- اضداد وزن کم هنگام تولد[۱۱۵]
- درمان هورمون رشد[۱۱۶]
- غم[۱۱۷]
- اختلال ژنتیکی فنیل [۱۱۸]
- لوله عصبی
- خودارضایی
- کم‌خونی داسی‌شکل
- سیفیلیس
- کم توانی ذهنی[۱۱۹]
- فلج مغزی[۱۲۰]
- پوشک
- مرگ‌ومیر نوزادان
- سلاله[۱۲۱]
- دوران قبل از بلوغ انسان[۱۲۲]
- بلوغ زودرس[۱۲۳]
- بلوغ جنسی دیررس[۱۲۴]
- رویان

## جامعه و کودکان
- فرزندخواندگی
- اداره حمایت از کودکان[۱۲۵]
- جدا کردن موقت کودک از محیط[۱۲۶]
- بازیگری کودک [۱۲۷]
- حمایت و نگهداری از کودک[۱۲۸]
- موسسه خیریه کودکان فقر بریتانیا[۱۲۹]
- ازدواج کودکان[۱۳۰]
- ربوده شدن کودک[۱۳۱]
- جنبش حقوق کودکان[۱۳۲]
- تنبیه بدنی
- کالسکه بچه[۱۳۳]
- بزه
- مراقبت روزانه[۱۳۴]
- طلاق
- پدران نیازمند خانواده[۱۳۵]
- جنبش حقوق پدران[۱۳۶]
- پدران جنبش حقوق در انگلستان[۱۳۷]
- فمینیسم
- سرپرستی و پرورش دادن[۱۳۸]
- مدت زمان ایجاد نسل سالیانه[۱۳۹]
- مدت زمان ایجاد نسل پس از جنگ جهانی دوم[۱۴۰]
- والدین تعمیدی[۱۴۱]
- سلسله مراتب ها[۱۴۲]
- وضعیت بی خانمانی[۱۴۳]
- حقوق بشر
- مشروعیت کودک به پدر و مادر[۱۴۴]
- منع زنان با محارم و نزدیکان[۱۴۵]
- مالکیت قوانین ارث[۱۴۶]
- تصویب بین المللی کودکان کره جنوبی[۱۴۷]
- بزهکاری نوجوانان[۱۴۸]
- باسوادی
- مباحثه سقط جنین[۱۴۹]
- بانک اطلاعات کودکان[۱۵۰]
- سیاست ۱ فرزند داشتن در چین[۱۵۱]
- یتیم خانه[۱۵۲]
- یتیم
- مرخصی والدین[۱۵۳]
- پوستر کودک[۱۵۴]
- پیاده رفتن کودکان به مدرسه[۱۵۵]
- حادثه تیراندازی در مدرسه[۱۵۶]
- امنیت اجتماعی[۱۵۷]
- رحم جایگزین[۱۵۸]
- کارگران اِسوت شاپ[۱۵۹]
- نسل زد[۱۶۰]
- خردسال

## قانون های اجتماعی و کودکان
- بهترین منافع[۱۶۱]
- اعدام
- کمک هزینه کودکان[۱۶۲]
- حضانت فرزند
- حبس کودکان[۱۶۳]
- کودکان کار
- اصلاحیه متمم قانون کار[۱۶۴]
- قوانین کار کودکان در ایالات متحده[۱۶۵]
- قانون حمایت از کودکان آنلاین [۱۶۶]
- مراقبت از کودکان[۱۶۷]
- قانون ختنه[۱۶۸]
- ائتلاف متوقف کردن استفاده از کودکان سرباز [۱۶۹]
- حقوق اموزشی خانواده ها و قوانین حریم خصوصی[۱۷۰]
- قانون خانواده[۱۷۱]
- فهرست موضوعات قانون [۱۷۲]
- مرخصی والدین[۱۵۳]
- اصطلاح پدر روحانی[۱۷۳]
- افراد نیاز به نظارت[۱۷۴]
- حمایت از کودکان مصوب ۱۹۷۸[۱۷۵]
- قوانین اقامت به زبان انگلیسی[۱۷۶]
- اقامت مشترک در قوانین انگلیسی[۱۷۷]

## تاریخچه کودکان در اجتماع
- فرزندخواندگی در روم باستان[۱۷۸]
- گسترش کودک[۱۷۹]
- اصطلاح کشاورزی بچه [۱۸۰]
- قربانی کردن کودک[۱۸۱]
- دوران کودکی در انگلستان قرون وسطی[۱۸۲]
- جنگهای صلیبی کودکان[۱۸۳]
- کودکان جنگ فنلاندی [۱۸۴]
- تاریخچه ختنه مردان[۱۸۵]
- انتقال کودکان[۱۸۶]
- لبنسبورن[۱۸۷]
- شاهزادگان در برج[۱۸۸]
- کودکان جنگ [۱۸۹]

## کودکان و ادبیات و هنر
- ادبیات کودک و نوجوان
- فهرست نویسندگان ادبیات کودکان[۱۹۰]
- ادبیات زندگی خانوادگی[۱۹۱]
- رابین کلاین[۱۹۲]
- رولد دال
- برادران گریم
- فهرست داستانی کودکان وحشی[۱۹۳]
- ماتیلدا (رمان)
- برندگان جایزه عملکرد برجسته در جوانان[۱۹۴]
- جایزه تصویر برجسته ادبی کودکان[۱۹۵]
- فهرست تصویرگران[۱۹۶]
- سری کارتون [۱۹۷]
- جمع اوری کتاب طنز[۱۹۸]
- سوس گایزل
- فیلم خانوادگی[۱۹۹]
- فهرست فیلم های کودکان[۲۰۰]
- زندگی خانوادگی در ادبیات[۱۹۱]
- ماری ون گو سَم[۲۰۱]